# Somma Lombardo
Somma Lombardo – miejscowość i gmina we Włoszech, w regionie Lombardia, w prowincji Varese.
Według danych na rok 2004 gminę zamieszkiwało 16 231 osób, 541 os./km².
Urodził się tutaj Niccolò Sfondrati, późniejszy papież Grzegorz XIV.